# Edinstvene oblike kontinuitete v vesolju
Edinstvene oblike kontinuitete v vesolju (italijansko Forme uniche della continuità nello spazio) je bronasta futuristična skulptura Umberta Boccionija. Vidimo ga kot izraz gibanja in pretočnosti. Skulptura je prikazana tudi na italijanskem evrokovancu za 20 centov.